# Георги Кехайов (кмет)
Вижте пояснителната страница за други личности с името Георги Кехайов.
Георги Кехайов е български политик.

## Биография
Роден е на 2 януари 1946 г. в Горна Джумая. През 1965 г. завършва Техникума по механотехника в родния си град. След това завършва ВИИ „Карл Маркс“. Влиза в БКП. От 1972 г. работи в териториалния изчислителен център. Между 1973 и 1987 работи в Окръжния народен съвет. След промените през 1989 г. работи в частни фирми. Два пъти е кмет на Благоевград. Първият път за кратко между септември и 29 октомври 1985 г. Той е кратък, защото Кехайов е избран за първи секретар на Градския комитет на БКП. Вторият му мандат е от 30 октомври 1987 до 28 декември 1989 г.